# Château de Moncontour
Le château de Moncontour est un ancien château fort dont les vestiges se dressent sur la commune française de Moncontour dans le département de la Vienne.
Le château fait l'objet d'une protection totale au titre des monuments historiques.

## Localisation
Le château, véritable vigie, occupe une vaste dépression de la Dive, dominant le village de Moncontour, dans le département français de la Vienne.

## Historique
Le château est construit vers 1040 par Foulques Nerra. Le donjon subsistant date du XIIe siècle et fut remanié aux XIIIe et XIVe siècles.

## Description
Le château est commandé par un donjon carré à contreforts plats haut de 24 m, ceint de solides enceintes maçonnées. Les constructions actuelles s'échelonnent du XIIe au XIVe siècle.

## Protection au titre des monuments historiques
Est classé par arrêté du 14 juillet 1877 :
- le donjon de l'ancien château.

Sont inscrits par arrêté du 13 février 1995 :
- les vestiges du château (chemise, courtine) et de l'église, ainsi que le sol de ces parcelles pouvant contenir des vestiges archéologiques.